# Севарон
Севарон  (швед. Sävarån) — річка на півдні Швеції, у лені Вестерботтен. Довжина річки становить 140 км (142 км), площа басейну  — 1161,3 км² (1170 км², 1161 км²). Середня річна витрата води — 12,3 м³/с (11,2 м³/с), мінімальна витрата води на день — 0,7 м³/с. На річці 1994 року побудовано 1 малу ГЕС з встановленою потужністю 0,253 МВт й з середнім річним виробництвом 1,4 млн кВт·год.
Річка в минулому використовувалася для сплаву лісу.

## Географія
Річка Севарон бере початок від озера Луссментрескет (швед. Lossmenträsket), розташованого у південно-західній частині комуни Шеллефтео лену Вестерботтен, на висоті 261,1 м над рівнем моря. Впадає у фіорд Севарф'єрден (швед. Sävarfjärden) Ботнічної затоки Балтійського моря.
Річка утворює кілька порогів.
Більшу частину басейну річки — 76% (80,67%) — займають ліси. Болота й озера займають відповідно 14% (10,65%) та 6% (6,4%) площі басейну. Сільськогосподарські угіддя займають 1,86% площі басейну, причому вони розташовані у нижній частині течії.
У річку на нерест на відстань до 75 км заходять лосось і пструг. Для проходу риби 1998 року на порогах Крукбексфаллет (швед. Krokbäcksfallet), що на відстані 40 км від гирла, було споруджено рибопропускні споруди.